# Воткинс (Колорадо)
Воткинс (енгл. Watkins) насељено је место без административног статуса у америчкој савезној држави Колорадо.

## Демографија
По попису из 2010. године број становника је 653.
| Група             | 2000.    | 2010.       |
| Белци             | 0 (0,0%) | 558 (85,5%) |
| Афроамериканци    | 0 (0,0%) | 12 (1,8%)   |
| Азијати           | 0 (0,0%) | 8 (1,2%)    |
| Хиспаноамериканци | 0 (0,0%) | 63 (9,6%)   |
| Укупно            | 0        | 653         |